# Josef Martínez
Josef Alexander Martínez Mencia, noto semplicemente come Josef Martínez (Valencia, 19 maggio 1993), è un calciatore venezuelano, attaccante del S.J. Earthquakes e della nazionale venezuelana.
È il miglior marcatore nella storia dell'Atlanta United.

## Caratteristiche tecniche
È un calciatore dal fisico dinamico e leggero, capace di effettuare progressioni in velocità palla al piede e di lasciarsi alle spalle qualsiasi difensore. Possiede un ottimo tiro che spesso conclude con precisione e potenza, rendendolo anche un abile finalizzatore.

## Carriera

### Club
Il 3 gennaio 2012 il Caracas annuncia la cessione di Martinez alla formazione del BSC Young Boys, nella Super League svizzera, con cui il ragazzo sigla un contratto di quattro anni. Debutta il 5 febbraio 2012 contro il Servette, partita vinta per 3-1. Dopo una serie di buone prestazioni, Martínez dapprima ottiene la convocazione nella nazionale del Venezuela e quindi, il 21 ottobre 2012, si sblocca andando a segno in campionato contro il Grasshoppers. Dopo una stagione e mezza con la casacca giallonera, viene mandato in prestito al Thun, dove segna 10 gol in 32 partite nei primi sei mesi e convince lo Young Boys a farlo rientrare alla base nel corso del mercato di gennaio.
Il 7 giugno 2014 il venezuelano si trasferisce poi al Torino per 3 milioni di euro. Debutta nel terzo turno preliminare di Europa League, vinto 3-0 contro il Brommapojkarna. Segna il suo primo gol in maglia granata, nella gara di ritorno vinta per 4-0. Il 6 dicembre 2014 Martínez segna il suo primo gol in Serie A in un pareggio per 2-2 con il Palermo. Cinque giorni più tardi, segna la sua prima doppietta in Europa League contro il Copenaghen, contribuendo alla vittoria del Toro. La partita finirà 1-5 e permetterà al Torino di qualificarsi ai sedicesimi di Europa League. La sua esperienza in granata si conclude dopo due stagioni e mezzo, con 76 presenze e 13 reti, deludendo in parte le aspettative.
Il 2 febbraio 2017 viene ceduto in prestito con obbligo di riscatto all'Atlanta United. Avendo stupito la dirigenza con 5 gol in 3 partite, il 22 marzo seguente viene riscattato per 4,5 milioni di euro. Nella stagione 2018 risulta essere spesso decisivo arrivando a realizzare quasi un gol a partita. Il 1º agosto partecipa all'All Star Game contro la Juventus, realizzando una rete e vince il premio di MVP della gara. Il 25 agosto 2018, diventa il più prolifico goleador, su base stagionale, della storia della Major League Soccer con 28 reti, con diverse giornate d'anticipo rispetto alla fine della stagione regolare. A fine stagione, con 35 reti in 39 partite complessive, trascina letteralmente Atlanta alla vittoria del suo primo titolo di campione della MLS alla seconda stagione della sua storia - andando a segno anche nella finale contro i Portland Timbers (2-0) - e vince il titolo di capocannoniere e di MVP del campionato.

#### Inter Miami
Il 18 gennaio 2023, l'attaccante venezuelano firma un contratto per l'Inter Miami dopo 6 stagioni passate all'Atlanta United, per far fronte al ritiro dell'attaccante argentino Gonzalo Higuaín. Il 7 Maggio 2023 diventa il più veloce a segnare 100 gol in MLS con 142 partite all’attivo.

#### CF Montréal
Il 6 febbraio 2024 viene ufficializzato il passaggio dell'attaccante venezuelano al CF Montréal.
Il 2 marzo, alla seconda presenza con il CF Montréal, realizza la rete della vittoria nel secondo turno di campionato contro il FC Dallas (1-2). Nonostante alcune difficoltà a livello fisico, al suo primo anno in Canada ha realizzato 14 reti in 26 presenze tra campionato e coppe.

#### San Jose Earthquakes
Rimasto svincolato al termine della stagione 2024, il 13 gennaio 2025 viene ufficializzato il passaggio al S.J. Earthquakes.

### Nazionale
Nel 2013 partecipa al Campionato sudamericano di calcio Under-20 2013 con la Nazionale Under-20 di calcio del Venezuela. Non superando però la prima fase del torneo. Ha segnato 2 reti sulle 3 segnate dal Venezuela, e durante il torneo è stato il capitano della sua nazionale
Viene convocato per la Copa América Centenario negli Stati Uniti. Nella prima partita del torneo segna il gol decisivo nella partita finita 1 a 0 per il Venezuela contro la Giamaica. L'11 novembre 2016 diventa il primo giocatore della nazionale Venezuelana a realizzare la prima tripletta della storia della Vinotinto in partite ufficiali, nel 5-0 contro la Bolivia valevole per le qualificazioni a Russia 2018.

## Statistiche

### Presenze e reti nei club
Statistiche aggiornate al 26 aprile 2025.
| Stagione              | Squadra               | Campionato            | Campionato | Campionato | Coppe nazionali | Coppe nazionali | Coppe nazionali | Coppe continentali | Coppe continentali | Coppe continentali | Altre coppe | Altre coppe | Altre coppe | Totale | Totale |
| Stagione              | Squadra               | Comp                  | Pres       | Reti       | Comp            | Pres            | Reti            | Comp               | Pres               | Reti               | Comp        | Pres        | Reti        | Pres   | Reti   |
| --------------------- | --------------------- | --------------------- | ---------- | ---------- | --------------- | --------------- | --------------- | ------------------ | ------------------ | ------------------ | ----------- | ----------- | ----------- | ------ | ------ |
| 2010-2011             | Caracas               | PD                    | 21         | 4          | CV              | 0               | 0               | CS+CL              | 2+5                | 0+1                | -           | -           | -           | 28     | 5      |
| 2011-gen. 2012        | Caracas               | PD                    | 15         | 4          | CV              | 0               | 0               | CL                 | 0                  | 0                  | -           | -           | -           | 15     | 4      |
| Totale Caracas        | Totale Caracas        | Totale Caracas        | 36         | 8          |                 | 0               | 0               |                    | 7                  | 1                  |             | -           | -           | 43     | 9      |
| gen.-giu. 2012        | Young Boys            | SL                    | 11         | 0          | CS              | -               | -               | UEL                | -                  | -                  | -           | -           | -           | 11     | 0      |
| 2012-2013             | Young Boys            | SL                    | 8          | 1          | CS              | 1               | 0               | UEL                | 0                  | 0                  | -           | -           | -           | 9      | 1      |
| 2013-gen. 2014        | Thun                  | SL                    | 18         | 8          | CS              | 3               | 1               | UEL                | 11                 | 1                  | -           | -           | -           | 32     | 10     |
| gen.-giu. 2014        | Young Boys            | SL                    | 18         | 2          | CS              | -               | -               | -                  | -                  | -                  | -           | -           | -           | 18     | 2      |
| Totale Young Boys     | Totale Young Boys     | Totale Young Boys     | 37         | 3          |                 | 1               | 0               |                    | 0                  | 0                  |             | -           | -           | 38     | 3      |
| 2014-2015             | Torino                | A                     | 26         | 3          | CI              | 1               | 1               | UEL                | 13                 | 3                  | -           | -           | -           | 40     | 7      |
| 2015-2016             | Torino                | A                     | 21         | 3          | CI              | 2               | 1               | -                  | -                  | -                  | -           | -           | -           | 23     | 4      |
| 2016-gen. 2017        | Torino                | A                     | 11         | 1          | CI              | 2               | 1               | -                  | -                  | -                  | -           | -           | -           | 13     | 2      |
| Totale Torino         | Totale Torino         | Totale Torino         | 58         | 7          |                 | 5               | 3               |                    | 13                 | 3                  |             | -           | -           | 76     | 13     |
| 2017                  | Atlanta United        | MLS                   | 20+1       | 19+0       | USOC            | 1               | 1               | -                  | -                  | -                  | -           | -           | -           | 22     | 20     |
| 2018                  | Atlanta United        | MLS                   | 34+5       | 31+4       | USOC            | 0               | 0               | -                  | -                  | -                  | -           | -           | -           | 39     | 35     |
| 2019                  | Atlanta United        | MLS                   | 29+3       | 27+1       | USOC            | 2               | 1               | CCL                | 4                  | 3                  | CC          | 1           | 1           | 39     | 33     |
| 2020                  | Atlanta United        | MLS                   | 1          | 0          | -               | -               | -               | CCL                | 2                  | 2                  | -           | -           | -           | 3      | 2      |
| 2021                  | Atlanta United        | MLS                   | 24+1       | 12+0       | -               | -               | -               | CCL                | 4                  | 0                  | -           | -           | -           | 29     | 12     |
| 2022                  | Atlanta United        | MLS                   | 26         | 9          | USOC            | 0               | 0               | -                  | -                  | -                  | -           | -           | -           | 26     | 9      |
| Totale Atlanta United | Totale Atlanta United | Totale Atlanta United | 134+10     | 98+5       |                 | 3               | 2               |                    | 10                 | 5                  |             | 1           | 1           | 158    | 111    |
| 2023                  | Inter Miami           | MLS                   | 27         | 7          | USOC            | 6               | 2               | -                  | -                  | -                  | LC          | 7           | 3           | 40     | 12     |
| 2024                  | CF Montréal           | MLS                   | 23+1       | 11+2       | CC              | 0               | 0               |                    | -                  | -                  | LC          | 2           | 1           | 26     | 14     |
| 2025                  | S.J. Earthquakes      | MLS                   | 9          | 6          | USOC            | -               | -               | -                  | -                  | -                  | LC          | -           | -           | 9      | 6      |
| Totale carriera       | Totale carriera       | Totale carriera       | 353        | 155        |                 | 18              | 8               |                    | 41                 | 10                 |             | 10          | 5           | 423    | 178    |

### Cronologia presenze e reti in nazionale
| Cronologia completa delle presenze e delle reti in nazionale ― Venezuela | Cronologia completa delle presenze e delle reti in nazionale ― Venezuela | Cronologia completa delle presenze e delle reti in nazionale ― Venezuela | Cronologia completa delle presenze e delle reti in nazionale ― Venezuela | Cronologia completa delle presenze e delle reti in nazionale ― Venezuela | Cronologia completa delle presenze e delle reti in nazionale ― Venezuela | Cronologia completa delle presenze e delle reti in nazionale ― Venezuela | Cronologia completa delle presenze e delle reti in nazionale ― Venezuela |
| Data                                                                     | Città                                                                    | In casa                                                                  | Risultato                                                                | Ospiti                                                                   | Competizione                                                             | Reti                                                                     | Note                                                                     |
| ------------------------------------------------------------------------ | ------------------------------------------------------------------------ | ------------------------------------------------------------------------ | ------------------------------------------------------------------------ | ------------------------------------------------------------------------ | ------------------------------------------------------------------------ | ------------------------------------------------------------------------ | ------------------------------------------------------------------------ |
| 7-8-2011                                                                 | Washington                                                               | El Salvador                                                              | 2 – 1                                                                    | Venezuela                                                                | Amichevole                                                               | -                                                                        | 76’                                                                      |
| 11-8-2011                                                                | Miami                                                                    | Honduras                                                                 | 2 – 0                                                                    | Venezuela                                                                | Amichevole                                                               | -                                                                        | 79’                                                                      |
| 23-12-2011                                                               | Cabudare                                                                 | Venezuela                                                                | 0 – 2                                                                    | Costa Rica                                                               | Amichevole                                                               | -                                                                        | 73’                                                                      |
| 15-8-2012                                                                | Sapporo                                                                  | Giappone                                                                 | 1 – 1                                                                    | Venezuela                                                                | Amichevole                                                               | -                                                                        | 60’                                                                      |
| 12-9-2012                                                                | Asunción                                                                 | Paraguay                                                                 | 0 – 2                                                                    | Venezuela                                                                | Qual. Mondiali 2014                                                      | -                                                                        | 74’                                                                      |
| 17-10-2012                                                               | Puerto La Cruz                                                           | Venezuela                                                                | 1 – 1                                                                    | Ecuador                                                                  | Qual. Mondiali 2014                                                      | -                                                                        | 67’                                                                      |
| 23-5-2013                                                                | Mérida                                                                   | Venezuela                                                                | 2 – 1                                                                    | El Salvador                                                              | Amichevole                                                               | 1                                                                        | 72’                                                                      |
| 7-6-2013                                                                 | La Paz                                                                   | Bolivia                                                                  | 1 – 1                                                                    | Venezuela                                                                | Qual. Mondiali 2014                                                      | -                                                                        |                                                                          |
| 15-8-2013                                                                | San Cristóbal                                                            | Venezuela                                                                | 2 – 2                                                                    | Bolivia                                                                  | Amichevole                                                               | 1                                                                        |                                                                          |
| 7-9-2013                                                                 | Santiago del Cile                                                        | Cile                                                                     | 3 – 0                                                                    | Venezuela                                                                | Qual. Mondiali 2014                                                      | -                                                                        |                                                                          |
| 11-9-2013                                                                | Puerto La Cruz                                                           | Venezuela                                                                | 3 – 2                                                                    | Perù                                                                     | Qual. Mondiali 2014                                                      | -                                                                        | 75’                                                                      |
| 11-10-2013                                                               | San Cristóbal                                                            | Venezuela                                                                | 1 – 1                                                                    | Paraguay                                                                 | Qual. Mondiali 2014                                                      | -                                                                        | 54’ 70’                                                                  |
| 5-9-2014                                                                 | Bucheon                                                                  | Corea del Sud                                                            | 3 – 1                                                                    | Venezuela                                                                | Amichevole                                                               | -                                                                        | 56’                                                                      |
| 9-9-2014                                                                 | Yokohama                                                                 | Giappone                                                                 | 2 – 2                                                                    | Venezuela                                                                | Amichevole                                                               | -                                                                        | 80’                                                                      |
| 19-11-2014                                                               | La Paz                                                                   | Bolivia                                                                  | 3 – 2                                                                    | Venezuela                                                                | Amichevole                                                               | -                                                                        | 81’                                                                      |
| 27-3-2015                                                                | Montego Bay                                                              | Giamaica                                                                 | 2 – 1                                                                    | Venezuela                                                                | Amichevole                                                               | -                                                                        | 46’                                                                      |
| 1-4-2015                                                                 | Fort Lauderdale                                                          | Perù                                                                     | 0 – 1                                                                    | Venezuela                                                                | Amichevole                                                               | 1                                                                        | 55’ 64’                                                                  |
| 19-6-2015                                                                | Valparaíso                                                               | Perù                                                                     | 1 – 0                                                                    | Venezuela                                                                | Copa América 2015                                                        | -                                                                        | 73’                                                                      |
| 21-6-2015                                                                | Santiago del Cile                                                        | Brasile                                                                  | 2 – 1                                                                    | Venezuela                                                                | Copa América 2015                                                        | -                                                                        | 46’                                                                      |
| 4-9-2015                                                                 | Puerto Ordaz                                                             | Venezuela                                                                | 0 – 3                                                                    | Honduras                                                                 | Amichevole                                                               | -                                                                        | 69’                                                                      |
| 8-10-2015                                                                | Puerto Ordaz                                                             | Venezuela                                                                | 0 – 1                                                                    | Paraguay                                                                 | Qual. Mondiali 2018                                                      | -                                                                        | 74’                                                                      |
| 17-11-2015                                                               | Puerto Ordaz                                                             | Venezuela                                                                | 1 – 3                                                                    | Ecuador                                                                  | Qual. Mondiali 2018                                                      | 1                                                                        | 54’                                                                      |
| 24-3-2016                                                                | Lima                                                                     | Perù                                                                     | 2 – 2                                                                    | Venezuela                                                                | Qual. Mondiali 2018                                                      | -                                                                        | 70’                                                                      |
| 29-3-2016                                                                | Barinas                                                                  | Venezuela                                                                | 1 – 4                                                                    | Cile                                                                     | Qual. Mondiali 2018                                                      | -                                                                        |                                                                          |
| 25-5-2016                                                                | Panama                                                                   | Panama                                                                   | 0 – 0                                                                    | Venezuela                                                                | Amichevole                                                               | -                                                                        | 79’                                                                      |
| 28-5-2016                                                                | San José                                                                 | Costa Rica                                                               | 2 – 1                                                                    | Venezuela                                                                | Amichevole                                                               | -                                                                        |                                                                          |
| 1-6-2016                                                                 | Fort Lauderdale                                                          | Guatemala                                                                | 1 – 1                                                                    | Venezuela                                                                | Amichevole                                                               | -                                                                        | 71’                                                                      |
| 5-6-2016                                                                 | Chicago                                                                  | Giamaica                                                                 | 0 – 1                                                                    | Venezuela                                                                | Coppa America Centenario - 1º turno                                      | 1                                                                        | 77’                                                                      |
| 9-6-2016                                                                 | Filadelfia                                                               | Uruguay                                                                  | 0 – 1                                                                    | Venezuela                                                                | Coppa America Centenario - 1º turno                                      | -                                                                        | 16’                                                                      |
| 13-6-2016                                                                | Houston                                                                  | Messico                                                                  | 1 – 1                                                                    | Venezuela                                                                | Coppa America Centenario - 1º turno                                      | -                                                                        | 65’                                                                      |
| 18-6-2016                                                                | Foxborough                                                               | Argentina                                                                | 4 – 1                                                                    | Venezuela                                                                | Coppa America Centenario - Quarti di finale                              | -                                                                        | 80’                                                                      |
| 1-9-2016                                                                 | Barranquilla                                                             | Colombia                                                                 | 2 – 0                                                                    | Venezuela                                                                | Qual. Mondiali 2018                                                      | -                                                                        |                                                                          |
| 6-9-2016                                                                 | Mérida                                                                   | Venezuela                                                                | 2 – 2                                                                    | Argentina                                                                | Qual. Mondiali 2018                                                      | 1                                                                        | 78’                                                                      |
| 6-10-2016                                                                | Montevideo                                                               | Uruguay                                                                  | 3 – 0                                                                    | Venezuela                                                                | Qual. Mondiali 2018                                                      | -                                                                        | 61’                                                                      |
| 11-10-2016                                                               | Mérida                                                                   | Venezuela                                                                | 0 – 2                                                                    | Brasile                                                                  | Qual. Mondiali 2018                                                      | -                                                                        |                                                                          |
| 11-11-2016                                                               | Maturín                                                                  | Venezuela                                                                | 5 – 0                                                                    | Bolivia                                                                  | Qual. Mondiali 2018                                                      | 3                                                                        | 71’                                                                      |
| 15-11-2016                                                               | Quito                                                                    | Ecuador                                                                  | 3 – 0                                                                    | Venezuela                                                                | Qual. Mondiali 2018                                                      | -                                                                        |                                                                          |
| 23-3-2017                                                                | Maturín                                                                  | Venezuela                                                                | 2 – 2                                                                    | Perù                                                                     | Qual. Mondiali 2018                                                      | -                                                                        | 59’                                                                      |
| 31-8-2017                                                                | San Cristóbal                                                            | Venezuela                                                                | 0 – 0                                                                    | Colombia                                                                 | Qual. Mondiali 2018                                                      | -                                                                        | 55’                                                                      |
| 5-9-2017                                                                 | Buenos Aires                                                             | Argentina                                                                | 1 – 1                                                                    | Venezuela                                                                | Qual. Mondiali 2018                                                      | -                                                                        | 82’                                                                      |
| 5-10-2017                                                                | San Cristóbal                                                            | Venezuela                                                                | 0 – 0                                                                    | Uruguay                                                                  | Qual. Mondiali 2018                                                      | -                                                                        | 69’                                                                      |
| 10-10-2017                                                               | Asunción                                                                 | Paraguay                                                                 | 0 – 1                                                                    | Venezuela                                                                | Qual. Mondiali 2018                                                      | -                                                                        | 25’ 77’                                                                  |
| 7-9-2018                                                                 | Miami Gardens                                                            | Venezuela                                                                | 1 – 2                                                                    | Colombia                                                                 | Amichevole                                                               | -                                                                        | 68’                                                                      |
| 16-11-2018                                                               | Ōita                                                                     | Giappone                                                                 | 1 – 1                                                                    | Venezuela                                                                | Amichevole                                                               | -                                                                        | 66’                                                                      |
| 20-11-2018                                                               | Doha                                                                     | Iran                                                                     | 1 – 1                                                                    | Venezuela                                                                | Amichevole                                                               | -                                                                        | 73’                                                                      |
| 22-3-2019                                                                | Madrid                                                                   | Argentina                                                                | 1 – 3                                                                    | Venezuela                                                                | Amichevole                                                               | 1                                                                        | 72’                                                                      |
| 5-6-2019                                                                 | Atlanta                                                                  | Messico                                                                  | 3 – 1                                                                    | Venezuela                                                                | Amichevole                                                               | -                                                                        | 46’                                                                      |
| 9-6-2019                                                                 | Cincinnati                                                               | Stati Uniti                                                              | 0 – 3                                                                    | Venezuela                                                                | Amichevole                                                               | -                                                                        | 61’                                                                      |
| 18-6-2019                                                                | Salvador                                                                 | Brasile                                                                  | 0 – 0                                                                    | Venezuela                                                                | Coppa America 2019 - 1º turno                                            | -                                                                        | 85’                                                                      |
| 22-6-2019                                                                | Belo Horizonte                                                           | Bolivia                                                                  | 1 – 3                                                                    | Venezuela                                                                | Coppa America 2019 - 1º turno                                            | 1                                                                        | 73’                                                                      |
| 28-6-2019                                                                | Rio de Janeiro                                                           | Venezuela                                                                | 0 – 2                                                                    | Argentina                                                                | Coppa America 2019 - Quarti di finale                                    | -                                                                        | 71’                                                                      |
| 3-6-2021                                                                 | La Paz                                                                   | Bolivia                                                                  | 3 – 1                                                                    | Venezuela                                                                | Qual. Mondiali 2022                                                      | -                                                                        | 46’                                                                      |
| 8-6-2021                                                                 | Caracas                                                                  | Venezuela                                                                | 0 – 0                                                                    | Uruguay                                                                  | Qual. Mondiali 2022                                                      | -                                                                        |                                                                          |
| 2-9-2021                                                                 | Caracas                                                                  | Venezuela                                                                | 1 – 3                                                                    | Argentina                                                                | Qual. Mondiali 2022                                                      | -                                                                        |                                                                          |
| 9-9-2021                                                                 | Asunción                                                                 | Paraguay                                                                 | 2 – 1                                                                    | Venezuela                                                                | Qual. Mondiali 2022                                                      | -                                                                        | 58’                                                                      |
| 28-1-2022                                                                | Barinas                                                                  | Venezuela                                                                | 4 – 1                                                                    | Bolivia                                                                  | Qual. Mondiali 2022                                                      | -                                                                        | 70’                                                                      |
| 1-2-2022                                                                 | Montevideo                                                               | Uruguay                                                                  | 4 – 1                                                                    | Venezuela                                                                | Qual. Mondiali 2022                                                      | 1                                                                        | 46’                                                                      |
| 25-3-2022                                                                | Buenos Aires                                                             | Argentina                                                                | 3 – 0                                                                    | Venezuela                                                                | Qual. Mondiali 2022                                                      | -                                                                        | 62’                                                                      |
| 22-9-2022                                                                | Maria Enzersdorf                                                         | Venezuela                                                                | 0 – 1                                                                    | Islanda                                                                  | Amichevole                                                               | -                                                                        | 87’                                                                      |
| 27-9-2022                                                                | Wiener Neustadt                                                          | Emirati Arabi Uniti                                                      | 0 – 4                                                                    | Venezuela                                                                | Amichevole                                                               | 1                                                                        | 46’                                                                      |
| 24-3-2023                                                                | Gedda                                                                    | Arabia Saudita                                                           | 1 – 2                                                                    | Venezuela                                                                | Amichevole                                                               | 1                                                                        |                                                                          |
| 28-3-2023                                                                | Gedda                                                                    | Uzbekistan                                                               | 1 – 1                                                                    | Venezuela                                                                | Amichevole                                                               | -                                                                        | 64’                                                                      |
| 18-6-2023                                                                | East Hartford                                                            | Venezuela                                                                | 1 – 0                                                                    | Guatemala                                                                | Amichevole                                                               | -                                                                        |                                                                          |
| 7-9-2023                                                                 | Barranquilla                                                             | Colombia                                                                 | 1 – 0                                                                    | Venezuela                                                                | Qual. Mondiali 2026                                                      | -                                                                        | 59’                                                                      |
| 12-9-2023                                                                | Maturín                                                                  | Venezuela                                                                | 1 – 0                                                                    | Paraguay                                                                 | Qual. Mondiali 2026                                                      | -                                                                        | 54’                                                                      |
| 17-10-2023                                                               | Maturín                                                                  | Venezuela                                                                | 3 – 0                                                                    | Cile                                                                     | Qual. Mondiali 2026                                                      | -                                                                        | 87’                                                                      |
| 25-3-2025                                                                | Maturín                                                                  | Venezuela                                                                | 1 – 0                                                                    | Perù                                                                     | Qual. Mondiali 2026                                                      | -                                                                        | 47’ 52’                                                                  |
| 6-6-2025                                                                 | Maturín                                                                  | Venezuela                                                                | 2 – 0                                                                    | Bolivia                                                                  | Qual. Mondiali 2026                                                      | -                                                                        | 62’                                                                      |
| Totale                                                                   |                                                                          | Presenze                                                                 | 68                                                                       |                                                                          | Reti (4º posto)                                                          | 14                                                                       |                                                                          |

### Record

#### Major League Soccer
- Calciatore con più triplette segnate (6) nella storia della Major League Soccer.[25]
- Calciatore con più partite consecutive in gol (15) nella storia della Major League Soccer.[26]

##### Atlanta United
- Calciatore con più gol segnati (111) in tutte le competizioni ufficiali.
- Calciatore con più gol segnati (98) nella Major League Soccer.
- Calciatore con più gol segnati (5) nei play-off della Major League Soccer.
- Calciatore con più gol segnati (5) nella CONCACAF Champions League.

## Palmarès

### Club

#### Competizioni nazionali
- Campionato MLS: 1

Atlanta United: 2018
- U.S. Open Cup: 1

Atlanta United: 2019

#### Competizioni internazionali
- Campeones Cup: 1

Atlanta United: 2019
- Leagues Cup: 1

Inter Miami: 2023

### Individuale
- MLS Best XI: 3

2017, 2018, 2019
- MVP della Major League Soccer: 1

2018
- Capocannoniere della Major League Soccer: 1

2018 (31 gol)